# Cakó
Cakó (szlovákul: Cakov) község Szlovákiában, a Besztercebányai kerületben, a Rimaszombati járásban.

## Fekvése
Rimaszombattól 18 km-re délkeletre, a Balog patak bal partján fekszik.

## Története
1394-ben említik először, de története a 13. századig nyúlik vissza. 1395-ben "Chakofalua", 1398-ban "Cheke", 1460-ban "Czakofalwa" néven említik. A 14. században a Széchy család volt a földesura. A török kétszer, 1576-ban és 1583-ban is elpusztította a települést, de lakói mindig újjáépítették. A török kiűzése után a Coburg család kiterjedt birtokai közé tartozott. A 17. században a murányi váruradalomhoz csatolták. 1828-ban 59 házában 494 lakos élt, akik főként mezőgazdasággal foglalkoztak.
Vályi András szerint: "CZAKÓ. Elegyes lakosú falu Gömör Vármegyében, földes Ura Gróf Koháry Uraság, lakosai katolikusok, többen evangelikusok, és reformátusok, fekszik Rimaszétsnek szomszédságában, ’s ennek filiája, Rima Szombattól fél mértföldnyire, határbéli földgyei közép termékenységűek, piatzozása leg inkább Rozsnyón, és másutt is egy, és három mértföldnyire; legelője elég, mind a’ kétféle fája van, gyümöltsös kertyei, kaposztás földgyei jók, tserép edénnyel is kereskednek, szőlő hegyeken vagyon módgyok a’ keresetre, savanyú vize is van, második Osztálybéli."
Fényes Elek szerint: "Czakó, magyar falu, Gömör és Kis-Honth egyesült vgyékben, Rimaszécshez északra 1/2 órányira, a Balogh vize mellett: 155 kath., 330 ref., 18 evang. lak. Ref. szentegyház. Határa első osztálybeli; makkos erdeje is van. F. u. h. Coburg."
Gömör-Kishont vármegye monográfiája szerint: "Czakó, a Balogvölgyben fekvő magyar kisközség, 92 házzal és 438, nagyobbára ev. ref. vallású lakossal. 1427-ben találjuk először említve, mint Balog vár tartozékát. Ma a Coburg herczegi családnak van itt nagyobb birtoka. Hajdan Chakofalua volt a neve. Temploma 1835-ben épült. Postája, távírója és vasúti állomása Rimaszécs."
A trianoni békeszerződésig területe Gömör-Kishont vármegye Feledi járásához tartozott. 1938 és 1945 között megintMagyarország része.

## Népessége
| Év:            | 1994. | 2004.    | 2014.    | 2024.    |
| -------------- | ----- | -------- | -------- | -------- |
| Emberek száma: | 217   | 278      | 313      | 363      |
| Eltérés:       |       | +28,11 % | +12,58 % | +15,97 % |

| Év:            | 2023. | 2024. |
| -------------- | ----- | ----- |
| Emberek száma: | 363   | 363   |
| Eltérés:       |       | +0 %  |

1910-ben 397-en, túlnyomórészt magyarok lakták.
2001-ben 263 lakosából 222 magyar.
2011-ben 296 lakosából 181 magyar, 82 cigány és 6 szlovák.

## Nevezetességei
- Római katolikus temploma 1835-ben épült, 1931-ben megújították.
- Református temploma 1797-ben épült, 1922-ben felújították.
- A falu közelében szőlőhegy és ásványvízforrás található.